# Kong Lear (tragedie)
 For alternative betydninger, se Kong Lear. (Se også artikler, som begynder med Kong Lear)
Kong Lear er en tragedie skrevet af William Shakespeare. Det antages, at stykket er skrevet mellem 1603 og 1606. Det anses som et af Shakespeares centrale værker og er baseret på sagnet om Kong Lear af Britannien, en før-romersk, keltisk sagnkonge. 
Kong Lear har tre døtre: Goneril, Reagan og Cordelia. Kong Lear beslutter sig for at abdicere og dele sit rige i tre, en til hver af søstrene. Han beder dem hver især om at deklarere deres kærlighed til ham, så han kan dele riget efter hvor meget de hver især elsker ham. De to, Goneril og Reagan, råber op om, at deres kærlighed til ham ikke kunne være større end livet selv. Da han beder sin tredje datter om at deklarere sin kærlighed, siger hun blot, at hun ikke ønske at udtrykke noget der er løgn, hun elsker ham højt som en datter skal elske sin fader, hverken mere eller mindre end det. Det svar tilfredsstiller på ingen måde kongen, og han udviser Cordelia af England og deler hendes land mellem de to søstre. Efter Lears' besøg hos sine døtre afslører de, at de ikke bryder sig om ham og hans besøg. De begynder med deres ægtefæller en plan om at dræbe ham. Samtidigt med det foregår et andet plot om to sønner af en højtstående herre (en tidligere ven af kongen) hvoraf den ene er en uægte søn. Da hans status som uægte hverken giver ham social status eller magt, beslutter han sig for at skaffe sig af med sin broder; det ender med, at han også vil skaffe sig af med sin fader for at få hans status. Efter kongens to døtres store svigt, da de påstod at de elskede og derefter koldt afviste ham, dør Cordelia i Frankrig, hvor hun er gift med en fransk konge, og nu forstår han, at Cordelia er den eneste af dem, der har elsket ham.